# Cónclave de 2013
El cónclave de 2013 se inició el 12 de marzo a las 17:40 (UTC+1). Tras la quinta votación, a las 19:05 del 13 de marzo, los miembros del Colegio Cardenalicio eligieron como el papa número 266 de la Iglesia católica a Francisco (Jorge Mario Bergoglio), sucesor de Benedicto XVI —quien con su renuncia puso fin a su pontificado de casi ocho años poco antes de cumplir 86 años de edad.

## Antecedentes: renuncia del papa Benedicto XVI
El 11 de febrero de 2013, Benedicto XVI anunció su intención de renunciar al papado el día 28 de febrero a las 20:00 horas, hora de Roma. La decisión del pontífice de renunciar como jefe de la Iglesia católica lo convirtió en el primer papa en renunciar al cargo desde Gregorio XII en 1415.
El hermano de Benedicto XVI, Georg, declaró desde su casa en Ratisbona (Alemania) que el médico de Joseph le recomendó no realizar viajes transatlánticos, y que su dificultad para caminar había ido en aumento, por lo que Georg afirmó que su decisión fue «Un proceso natural. La edad le está pesando. A esta edad mi hermano quiere más descanso.»
El portavoz de la Santa Sede, Federico Lombardi, dijo que la decisión era desconocida por los colaboradores cercanos del papa, y que los dejó «incrédulos».
El 28 de febrero, Benedicto XVI salió en helicóptero y se dirigió a Castel Gandolfo; la Santa Sede se declaró vacante después de que se hiciera efectiva su renuncia.
El ya papa emérito, residió en Castel Gandolfo hasta el 2 de mayo de ese mismo año, fecha en que se trasladó nuevamente a la Ciudad del Vaticano para residir en el monasterio Mater Ecclesiae.

### Fecha de apertura
La Constitución apostólica de 1996 indica que tras la muerte o renuncia del pontífice se declara la sede vacante. A partir de ese momento, el decano del Colegio Cardenalicio hace un llamamiento a todos los cardenales que tengan menos de 80 años en el momento de ser declarada la sede vacante para que se presenten en la Ciudad del Vaticano en un plazo de entre 15 y 20 días. Durante dicho tiempo se celebraría la novena (también llamado novenario), así como las exequias del pontífice difunto —no aplicable en caso de que trate de una renuncia voluntaria—, en el cual los cardenales romanos esperan la llegada de los miembros restantes del Colegio Cardenalicio que radiquen fuera de Italia (en sí, de Roma), para iniciar el cónclave.
Sin embargo, las condiciones excepcionales de la renuncia de Benedicto XVI provocaron que el periodo de los 15 días mínimos para empezar el cónclave fuera innecesario, ya que la gran mayoría de los cardenales se encontraban ya en Roma el 28 de febrero para acompañar al pontífice en su último día de papado y su paso a la calidad de papa emérito (oficialmente, el primero de la historia).
Para autorizar una reunión anticipada del cónclave el papa Benedicto XVI promulgó un motu proprio el 25 de febrero (firmado tres días atrás), con el cual se le otorga al Colegio cardenalicio la potestad para determinar la fecha de inicio del cónclave. El 26, se anunció que las congregaciones cardenalicias próximas al cónclave comenzarián el 4 de marzo.
Después de deliberar durante una semana, en la cual se esperó la llegada de los 115 cardenales electores, se tocaron los temas de administración y finanzas vaticanas y el perfil del nuevo pontífice, entre otros; el viernes 8 de marzo, durante la octava Congregación General del Colegio cardenalicio, se decidió como fecha de inicio del cónclave el martes 12 de marzo.

## Sacro Colegio
| Estadísticas de los cardenales electores del cónclave de acuerdo a su origen geográfico. |                                                                         |
| Europa (salvo Italia)                                                                    | 32                                                                      |
| Italia                                                                                   | 28                                                                      |
| Sudamérica                                                                               | 13                                                                      |
| Norteamérica                                                                             | 20                                                                      |
| África                                                                                   | 11                                                                      |
| Asia y Oceanía                                                                           | 11                                                                      |
| Total electores                                                                          | 115 electores                                                           |
| Ausentes                                                                                 | 2 cardenalesJulius Darmaatmadja (Indonesia) Keith O'Brien (Reino Unido) |
| Papa saliente                                                                            | Benedicto XVI                                                           |
| Nuevo papa                                                                               | Francisco                                                               |

Para la apertura de este cónclave, el Colegio cardenalicio estaba conformado por un total de 207 cardenales, de los cuales aquellos que contaban con 80 o más años de edad en el momento de ser declarada la sede vacante no podían votar en el cónclave, aunque si podían ser elegidos, de acuerdo con las reglas establecidas por el papa Pablo VI en la Constitución apostólica Romano Pontifici Eligendo, promulgada el 1 de octubre de 1975, y modificadas posteriormente en 1996, 2007 y finalmente en el último motu proprio, publicado por Benedicto XVI el 25 de febrero para que fuese posible adelantar la fecha de inicio del cónclave tras su renuncia.
Por tanto, 90 cardenales no pudieron votar —aunque podían ser elegidos—, mientras que los 117 cardenales restantes eran tanto elegibles como electores.

### Cardenales electores ausentes
1. Julius Darmaatmadja S.J.: arzobispo emérito de Yakarta, Indonesia. Ausente por problemas de salud.[15]
2. Keith O'Brien: arzobispo de San Andrés y Edimburgo. Debido a tres denuncias en su contra presentadas por dos sacerdotes escoceses y por un ex sacerdote británico por "conducta impropia", entregó la renuncia al Arzobispado en noviembre de 2012.[16] y canceló su participación en el cónclave para "evitar que la prensa se fije en él, en vez de enfocarse en el resultado del cónclave". La renuncia fue aceptada por el papa Benedicto XVI el 25 de febrero.[17][18]

## Votaciones

### Primer día, martes 12 de marzo
- Primera votación: A las 19:42, hora de Roma, sale el humo resultante de la quema del primer escrutinio; el resultado fue negativo (fumata negra).[19]

### Segundo día, miércoles 13 de marzo
- Segunda y tercera votaciones: A las 11:40, hora de Roma, nuevamente se produce fumata negra, por lo que ninguna de las dos votaciones de la jornada matutina dieron por resultado la elección de un pontífice.[20]

- Cuarta votación: El resultado es negativo.

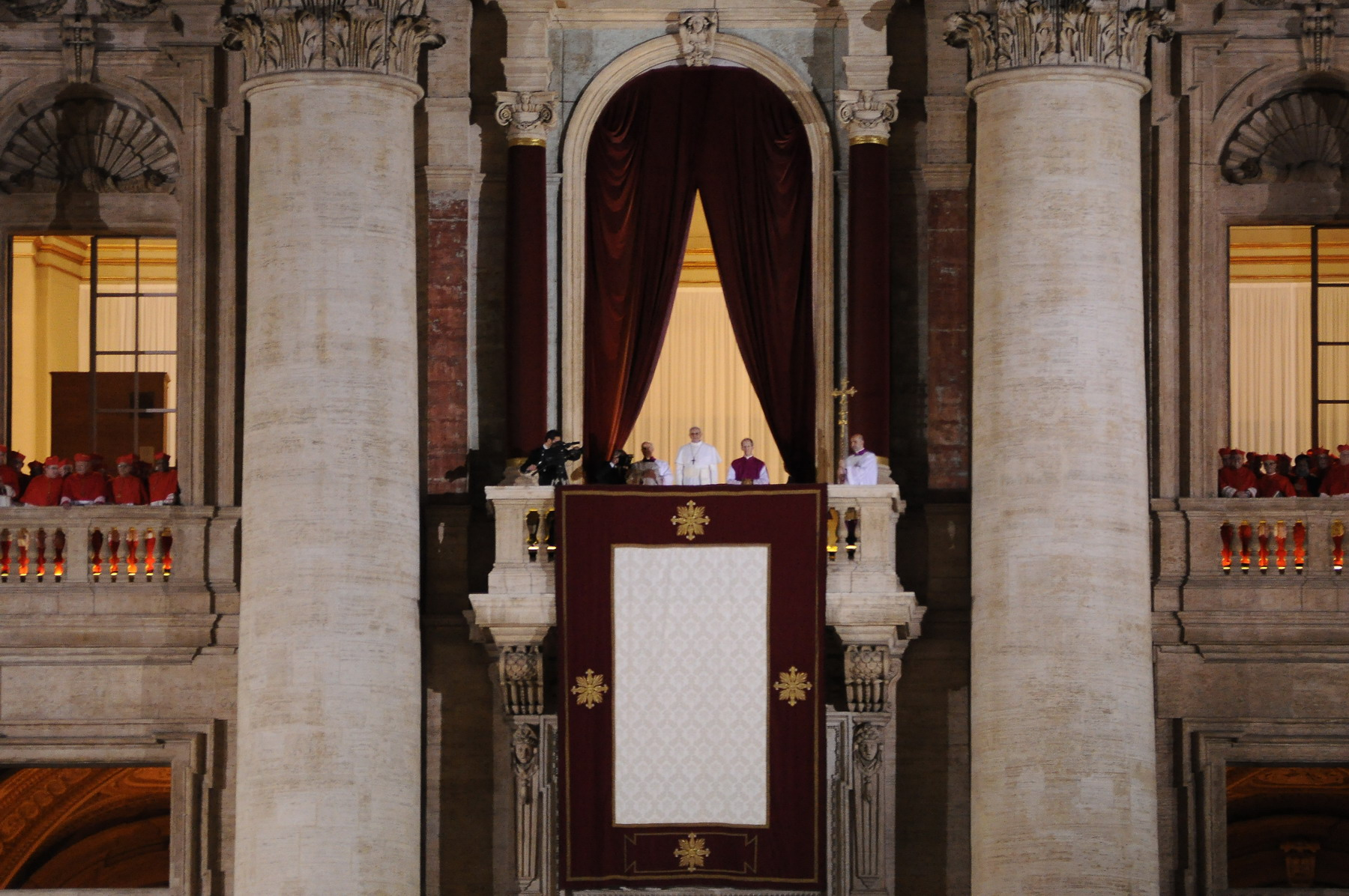
Papa Francisco, recién elegido, se asoma para saludar a la gente presente en la Plaza de San Pedro

- Quinta votación: A las 19:05 se produjo la fumata blanca. El nuevo papa es el cardenal argentino Jorge Mario Bergoglio, arzobispo de Buenos Aires, quien adoptó el nombre de Francisco. Es el primer latinoamericano, el primer americano y el primer papa jesuita.[21] El anuncio fue dado por el protodiácono Jean-Louis Tauran con las siguientes palabras:

Annuntio vobis gaudium magnum:

Habemus Papam;

Eminentissimum ac reverendissimum Dominum, Dominum Georgium Marium 
 
Sanctae Romanae Eccleasiae Cardinalem Bergoglio

Qui sibi nomen imposuit Franciscum.

## Repercusión

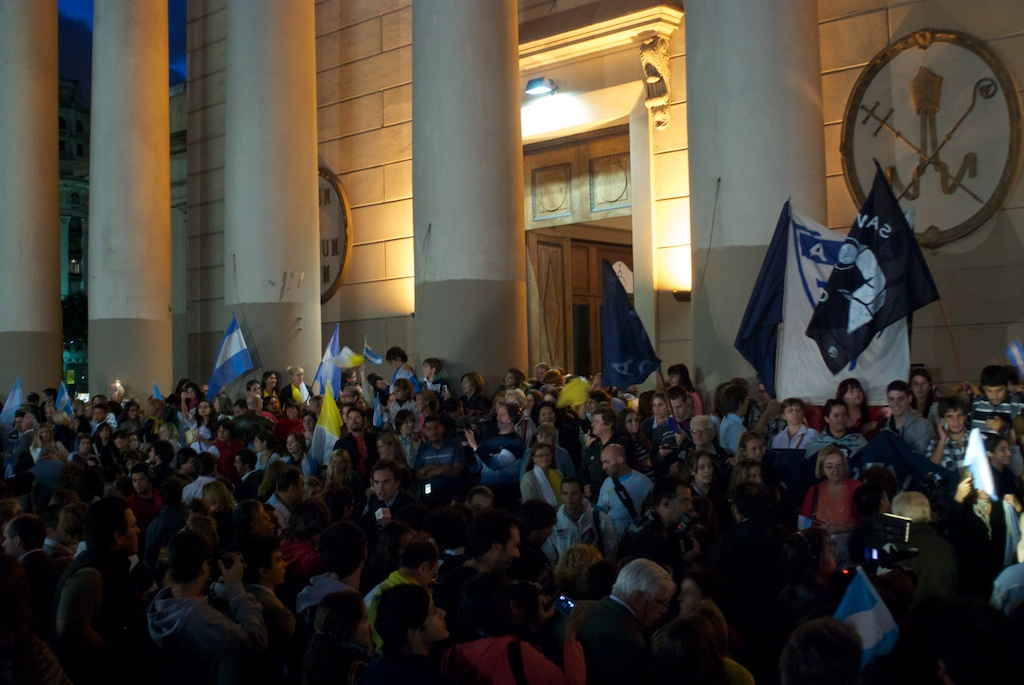
Celebración por la elección del cardenal Bergoglio como papa ante la catedral metropolitana de Buenos Aires.

Tras el nombramiento, cientos de fieles se congregaron ante la catedral metropolitana de Buenos Aires para celebrar la elección y posteriormente se celebró una misa en el templo con ese motivo.
La elección del papa Francisco fue también uno de los temas más comentados en las redes sociales, acaparando en Twitter más de 130 000 mensajes por minuto; siendo hasta la fecha el segundo evento con más repercusión en la historia de dicha red social, sólo superado por los resultados de las elecciones presidenciales de Estados Unidos de 2012 en las que Barack Obama se proclamó reelecto.

## Información adicional
- La Arquidiócesis de Guadalajara y la Arquidiócesis de Milán estuvieron representadas por dos purpurados. En el caso de Guadalajara fueron el arzobispo emérito Juan Sandoval Íñiguez, quien contaba con 79 años y 11 meses en el momento del cónclave, y su sucesor, el arzobispo Francisco Robles Ortega, de 64 años. En el caso de Milán, participaron los cardenales Dionigi Tettamanzi, de 78 años y 11 meses, y su sucesor Angelo Scola, de 71 años.
- El Cardenal Giovanni Battista Re, sustituye en funciones dentro del cónclave como decano del Colegio cardenalicio al cardenal Angelo Sodano ya que este, al tener 85 años no tenía permitido entrar al cónclave, ni tampoco el cardenal Vicedecano Roger Etchegaray quien contaba con 90 años.
- El cardenal más joven en el cónclave fue Baselios Cleemis Thottunkal, arzobispo mayor de Trivandrum y Catholicós de la Iglesia católica siro-malankara, con 53 años, y el mayor, Walter Kasper, obispo emérito de la Diócesis de Rotenburgo–Stuttgart, al que le faltaban 8 días para cumplir los 80 años.
- El país con mayor número de cardenales electores fue Italia, con 28, seguido por Estados Unidos, con 11; Alemania, con 6, y España, India y Brasil, con 5.
- De los 115 cardenales presentes con derecho a voto, 47 fueron nombrados por Juan Pablo II y 68, por Benedicto XVI.
- De todos los cardenales presentes, 111 pertenecían al rito latino, mientras que los cuatro restantes eran de rito oriental: Antonios Naguib (católico copto), Béchara Boutros Raï (maronita), George Alencherry (siro-malabar) y Baselios Cleemis Thottunkal (siro-malankara).
- Hubo 18 cardenales electores pertenecientes a órdenes y congregaciones religiosas.[26] Sólo uno de ellos era miembro de la Compañía de Jesús, el cardenal argentino Jorge Mario Bergoglio S.J., que resultó ser el elegido como papa.

## Resultados de las votaciones
Todos los resultados de las votaciones son especulativos.
Según el vaticanista Gerard O'Connell, en el libro The election of Pope Francis ("La elección del papa Francisco"), estos habrían sido los resultados de las votaciones:

### Noche del 12 de marzo

#### Primer balotaje
| Cardenales            | Votos |
| --------------------- | ----- |
| Angelo Scola          | 30    |
| Jorge Mario Bergoglio | 26    |
| Marc Ouellet          | 22    |
| Seán Patrick O'Malley | 10    |
| Odilo Scherer         | 4     |
| Otros                 | 23    |

### Mañana del 13 de marzo

#### Segundo balotaje
| Cardenales            | Votos |
| --------------------- | ----- |
| Jorge Mario Bergoglio | 45    |
| Angelo Scola          | 38    |
| Marc Ouellet          | 24    |
| Otros                 | 8     |

#### Tercer balotaje
| Cardenales            | Votos |
| --------------------- | ----- |
| Jorge Mario Bergoglio | 56    |
| Angelo Scola          | 41    |
| Marc Ouellet          | 15    |
| Otros                 | 3     |

### Tarde del 13 de marzo

#### Cuarto balotaje
| Cardenales            | Votos |
| --------------------- | ----- |
| Jorge Mario Bergoglio | 67    |
| Angelo Scola          | 32    |
| Marc Ouellet          | 13    |
| Otros                 | 3     |

#### Quinto balotaje
| Cardenales            | Votos |
| --------------------- | ----- |
| Jorge Mario Bergoglio | 85    |
| Angelo Scola          | 20    |
| Marc Ouellet          | 8     |
| Otros                 | 2     |